# Монтгомери, Робин
Робин Монтгомери (англ. Robin Montgomery; род. 5 сентября 2004, Вашингтон) — американская профессиональная теннисистка.

## Профессиональная карьера
В 2020 году, после перерыва в теннисном сезоне, вызванным пандемией COVID-19, Монтгомери дебютировала на турнирах WTA тура. Получив wildcard приняла участие в теннисном турнире в Нью-йорке, но проиграла в первом раунде Соране Кирстя. Через неделю, Робин дебютировала и на турнирах Большого шлема, получив wildcard для участия в основной сетке Открытого чемпионата США по теннису 2020 года. Она проиграла в первом раунде Юлии Путинцевой.
В 2021 и 2022 годах продолжала выступление в качестве юниорки.
В 2023 году прошла квалификацию на ATX Open в Остине, но проиграла в первом раунде Коко Вандевеге в трёх сетах. Получила wildcard на турнир BNP Paribas Open в Индиан-Уэллсе, где дошла до второго раунда, победив Ану Богдан и одержав свою первую победу на турнирах WTA 1000. Второй раз в карьере приняла участие в основной сетке Открытого чемпионата США, но проиграла в первом же раунде немке Еве Лис.
В 2024 году прошла квалификацию в основную сетку турнира в Индиан-Уэллсе, получив wildcard. Также получила wildcard на соревнования в Майами. На Открытом чемпионате Мадрида обыграла Элину Аванесян и 26-ю сеяную Кэти Боултер, впервые в карьере выйдя в третий раунд турниров WTA тура. В начале травяного сезона она прошла квалификацию на Открытом чемпионате в Хертогенбосе, и в основной сетке сумела победить Магду Линетт и Юле Нимайер, вышла впервые в своей карьере в четвертьфинал турниров WTA.

## Итоговое место в рейтинге WTA по годам
| Год  | Одиночный рейтинг | Парный рейтинг |
| 2024 | 107               | 390            |
| 2023 | 187               | 150            |
| 2022 | 247               | 260            |
| 2021 | 371               | 231            |
| 2020 | 491               | 693            |